# 威尔森·菲利浦
威爾森·菲利浦女子三重唱是一個來自美國加州洛杉磯的白人女子三人重唱組合，該團僅成軍四年即宣告解散（1989年至1992年）。威爾森·菲利浦女子三重唱以優美清新合聲見長，三位團員平均年齡僅21歲，該團在1990年代初紅極一時，曾推出多首膾炙人口的經典情歌，堅強的演唱實力更讓她們榮獲葛萊美獎最佳新人獎等多項提名。該團雖然在1992年宣布解散，但日後三名團員仍是會以原團名再共同推出新專輯。

## 樂團簡介

### 團員資料
威爾森·菲利浦女子三重唱三位成員分別是卡妮·威爾森（Carnie Wilson）、溫蒂·威爾森（Wendy Wilson）與綺娜·菲利浦（Chynna Phillips），其中卡妮年長溫蒂一歲，兩人是親姊妹，綺娜是這對姊妹花的摯友，她和姊姊卡妮同年紀，這三人都出身音樂世家，從小一起長大，雙方家長在西洋樂壇上都是赫赫有名的人物。
卡妮和溫蒂這對紅髮姊妹，父親就是老牌樂團海灘男孩（The Beach Boys）中的靈魂人物布萊恩·威爾森（Brian Wilson）。金髮的綺娜則是1960年代中期頗負盛名的媽媽與爸爸合唱團（The Mamas & the Papas）當中菲利浦夫婦的掌上明珠。
威爾森·菲利浦三人不但承襲父母歌唱才華，又會自己作詞寫曲，可謂是創作才女型的歌手。白人女子團體在美國樂壇原本就較少見，加上三人的外型既亮麗又搶眼，使得該樂團一出道旋即取得各方高度的關注。

### 組團時間
威爾森·菲利浦成立於1989年，當時三位團員平均年紀僅20歲，1992年發行完第二張專輯之後，該團宣布解散。綺娜·菲利浦（Chynna Phillips）單飛，卡妮·威爾森（Carnie Wilson）和溫蒂·威爾森（Wendy Wilson）兩姊妹則以The Wilsons二重唱的團名推出新專輯。自2004年開始，三位團員重新聚首，再度以昔日團名Wilson Phillips發行新專輯。

### 音樂作品
- 《威爾森·菲利浦》（Wilson Phillips），1990年5月份發行，首張專輯一舉成名。
- 《陰霾與曙光》（Shadows and Light），1992年6月份發行，第二張專輯，專輯發行後該團宣布解散。
- 《情比姐妹深精選+現場》（Greatest Hits），2000年5月份由唱片公司發行的精選輯。
- 《加州陽光》（California），2004年5月份發行，睽違12年再度聚首，收錄盡是翻唱歌曲。
- 《和諧的耶誕節》（Christmas in Harmony），2010年10月發行，該團首張聖誕節專輯。
- 《致敬》（Dedicated），2012年4月發行，三名團員入行20年，這是一起向自己的父母親致敬的紀念專輯。

## 初試啼聲

### 商業成績
威爾森·菲利浦女子三重唱《首張同名專輯》（Wilson Phillips）在1990年5月份推出，三人憑藉著清新優美的合聲、出色的音樂作品以及亮麗出眾的外型，在黑色藝人當道的美國樂壇格外引人注目。白人女子三重唱能在美國樂壇上走紅的例子不多，近代較為成功的白人女子三人團體當屬芭娜娜拉瑪合唱團（Bananarama），但是她們來自英國而非美國本土團體。威爾森·菲利浦以當時美國唱片市場少見的組合異軍突起，加上具有商業水準的音樂作品，一夕之間擁有千萬歌迷的事實反應在排行榜上的成績，以及持續成長的唱片銷售量。《威爾森·菲利浦》在美國銷售數字達5白金，在告示牌專輯榜上最佳成績坐二望一，還產生了三首全美冠軍單曲。
威爾森·菲利浦在美國樂壇所締造耀眼的成績，讓她們成為該年度最被看好的新人之一，在第33屆葛萊美獎（Grammy Awards）頒獎典禮上，她們更一舉囊括連「最佳新人獎」（Best New Artist）在內的四項大獎提名，雖然最終四項提名全鎩羽而歸，但以初出茅廬的新人之姿能一次獲得葛萊美獎四項提名，已屬難能可貴了。

### 締造紀錄
1990年5月份起，一直到1991年一整年度，威爾森·菲利浦這個名字一直未從告示牌排行榜中消失。她們雖然在葛萊美獎上全軍覆沒，不過在告示牌榜上卻是成績亮眼出盡鋒頭。《威爾森·菲利浦》專輯賣出500萬張，成為史上最暢銷的女子團體專輯，不過此紀錄已在1995年被TLC的《CrazySexyCool》以1,100萬張銷售數字超越，雖然專輯未能在榜上奪冠，但它前後停留在第2名的時間長達10週之久，更遑論停留在前10名的時間更超過一整年之久。
威爾森·菲利浦在單曲榜上的表現則彌補了專輯榜的遺憾，她們在該榜一共拿下了三首全美冠軍單曲、一首Top 5和一首Top 20單曲，其中〈Hold On〉更成為了1990年告示牌最佳年度單曲，成為史上首支榮膺「最佳年度單曲」頭銜的藝人出道單曲，告示牌第2次再出現同樣紀錄已是20年之後，2010年惡女凱莎（Ke$ha）的〈跑趴滴答TiK ToK〉，藉此威爾森·菲利浦已能在美國告示牌的歷史中永久留名了。威爾森·菲利浦在英國樂壇上並未引起太大的迴響，單曲和專輯的排行榜成績僅是普通，唱片銷售數字也只是一般。

### 解散單飛
威爾森·菲利浦的第二張專輯《陰霾與曙光》（Shadows and Light）在1992年6月份發行，雖然這張專輯在美國也銷售了百萬張，但相較於前一張專輯所獲得的商業性成功，這一張專輯的表現大不如前。就在第二張專輯推出之後，威爾森·菲利浦突然宣布了拆夥單飛的消息，這個無預警的拆夥對於支持她們的歌迷們來說，無異是個意外且強大的打擊，所幸三位團員仍是持續著各自的演藝生涯。威爾森·菲利浦樂團生涯僅維持了4年，成了曇花一現的女子團體，有些歐美的娛樂媒體甚至將她們歸類在一片歌手的範疇中。威爾森·菲利浦的三名團員在分開多年之後，也曾經再次聚首發行新專輯，但在冷酷現實且歌迷口味瞬息萬變的流行樂壇上，她們整體的聲勢已經完全無法和當年相提並論了。

## 樂壇影響
1990年出道的威爾森·菲利浦，在第33屆葛萊美獎中的「最佳新人獎」（Best New Artist）敗給瑪麗亞·凱莉（Mariah Carey），瑪麗亞·凱莉是威爾森·菲利浦不可小覷的勁敵，她在第33屆葛萊美獎僅入圍了兩個項目，但兩個項目都得獎了，而且一步步邁向樂壇天后之林，瑪麗亞·凱莉今日的樂壇地位，顯然已和同期出道的威爾森·菲利浦相差著十萬八千里。不過威爾森·菲利浦在1990年代初期給西洋樂壇所帶來的衝擊，也成為當代流行音樂史的重要印記，在美國告示牌雜誌於2015年公佈「Top 10 Girl Groups Of All Time」名單中，威爾森·菲利浦位居第7名。